# Jordan Penitusi
Jordan Penitusi est un footballeur samoan-américain né le 16 janvier 1990.

## International
Penitusi joue son premier match international le 25 août 2007 contre les îles Salomon, match qui se terminera par une défaite 12-1. Il jouera trois autres matchs et encaissera 26 buts, donc un total de 38 buts en 4 matchs.